# Zoran Mušič
Anton Zoran Mušič, slovenski slikar, grafik in risar, *12. februar 1909, Bukovica pri Volčji Dragi ali Biljah (spodnja Vipavska dolina), † 25. maj 2005, Benetke.
Mušič je bil po letu 1952 sopotnik tretje Pariške šole École de Paris ali School of Paris. Bil je slikarski, grafični in risarski mojster sodobne Evrope, posebej Krasa ter kraških ambientov in figur umrlih taboriščnikov. Umetnik je edini slikar slovenskega porekla, ki se je v drugi polovici 20. stoletja prebil v elitne kulturne kroge v Italiji in Franciji, posebej v Parizu, kjer je živel večino svojega zrelega življenja do pozne starosti. Slikal je krajine, tihožitja, portrete, dalmatinske osličke in konjičke, avtoportrete, drevesa, prizore groze iz taborišča Dachau, vedute Benetk, notranjosti cerkva, dvojne portrete z ženo Ido in starostne avtoportrete.
Umetnikove izbrane slike, grafike ali risbe najdemo v zbirkah Louvra, Vatikanskih muzejev, Tate Gallery in drugje. Njegova nečakinja Vanda Mušič je obsežno družinsko zbirko slikarjevih del za stalno postavitev podarila Narodni galeriji v Ljubljani in za to leta 2018 prejela Valvasorjevo častno priznanje.

## Življenjepis
Zoran Mušič je bil v cerkvi v Biljah šele 11. marca 1909 krščen kot Anton Zoran Musič, kakor je v krstno knjigo zapisal tedanji vikar Jože Abram. Po drugi svetovni vojni so ga izven Slovenije pogosto imenovali tudi Antonio Music ali Zoran Music. Slikar in vsi njegovi ožji sorodniki so bili doma na Goriškem. Anton Musič starejši je bil iz Šmartna v Brdih, kjer sorodniki ugledne slovenske vinogradniške družine Musič na eni nekdanjih večjih kmetij žive še danes. Mati Marija Blažič je bila rojena v oddaljenem zaselku Kostanjevica (Lig nad Kanalom). Vsa ožja družina in njihovi predniki so bili slovenskega porekla. Zoran je s starši in mlajšim bratom do začetka bojev na Soški fronti živel v vasi Bukovica, med Volčjo Drago in Biljami, pod obronki kraških gričev. Musič starejši je bil tam učitelj in upravitelj vaške šole, mati je bila prav tako šolana učiteljica. Družina je živela v najetih prostorih v hišah Bukovica 42 in 40. Učitelja so kmalu po začetku I. svetovne vojne kot avstro-ogrskega obveznika mobilizirali in poslali na fronto v Galicijo. Deček je bil skupaj z materjo in mlajšim bratom Ljubanom ob izbruhu Soške fronte v začetku junija leta 1915 izgnan iz domačega kraja. Odšli so v vas Arnače pri Velenju. Na robu Štajerske je bodoči slikar prvič obiskoval ljudsko šolo. Po demobilizaciji Antona starejšega so se vsi člani družine že spomladi 1918 vrnili v domače kraje na Goriško. Tam se je dečku globoko v podzavest vtisnila krajina vojnih opustošenj in golega kraškega kamenja z ožganim drevjem. Italijanski zavojevalci so slovensko učiteljsko družino, v kateri je bil družinski oče znan zavedni Slovenec, že ob koncu poletja leta 1919 znova izgnali iz območja Brd in s Primorske. Preselili so se na Koroško, v tedaj slovenski Grebinj. Stanovali so v stari šoli pod grajskim gričem; objekt je sedaj podrt. Starši so učili v Vobrah in Grebinju. Dobro leto kasneje, po oktobrskem plebiscitu 1920, so družino s Koroške grobo pregnali avstrijski nacionalisti. Končno zatočišče so primorski begunci po krajši odisejadi našli na slovenskem Štajerskem, družina v stari šoli pri Sv. Emi nad Mestinjami. Zoran se je takoj preselil v Maribor, kjer je kot osamljen dijak novembra 1920 nadaljeval šolanje na Realki. Po nekaj letih se je prešolal na mariborsko Učiteljišče, kjer je jeseni 1928 zaključil to srednjo šolo. S slikanjem so ga najprej seznanjali njegovi srednješolski učitelji. Prvi je bil kipar Franc Ravnikar, za njim šolana slikarja Viktor Cotič na Realki in Anton Gvajc na učiteljišču v Mariboru. Za krajši čas je Mušič obiskal Dunaj in tam preverjal možnosti študija ter obiskoval kulturne prireditve. Prvič je objavljal v časopisih, najprej par okornih karikatur mariborskih kulturnikov. Študiral je od pomladi 1930 na Akademiji za likovno umetnost v Zagrebu, pretežno pri profesorju, vzorniku in mentorju Ljubi Babiću. Ta ugledni slikar, profesor, scenograf, galerist, oblikovalec in umetnostni zgodovinar je nanj vplival v vseh pogledih. Med ostalimi njegovimi profesorji so nanj nekoliko vplivali Tomislav Krizman, Maks Vanka in Vladimir Becić. Leta 1934 je z odliko in manjšo razstavo na akademiji zaključil dodiplomski študij. Pol leta kasneje je s slikarji in kiparji štajerske likovne skupine Brazda prvič razstavljal v Murski Soboti in marca 1935 v Celju. Nato je za tri mesece odpotoval v Španijo, od koder se je ob koncu junija 1935 z vlakom vrnil domov na Štajersko. Javnosti je postal znan s svojimi slikami in zlasti s pismi iz Španije, objavljenimi v časniku Slovenec. V Španiji je veliko skiciral in kopiral znane slike El Greca in F. Goye za slovenske galerije ter mecene. 3. novembra 1935 je bilo v mariborski Kazinski dvorani odprtje slikarske in kiparske razstave, na kateri je z izbranimi slikami razstavljal. To je bila že četrta razstava tega leta, na kateri je sodeloval.
Slikar je izmenično živel pri starših v Mariboru in Hočah, občasno v Zagrebu in Ljubljani. Po letu 1940 je bil uradno stalno nastanjen in prijavljen v Ljubljani, blizu Tivolija. Vmes je od jeseni 1935 do poletja 1936 služil vojaški rok v Bileći ter Rogoznici pri Šibeniku in bil po stažiranju povišan v podporočnika. Veliko je razstavljal, potoval, pisal ocene za časopise, dajal samozavestne izjave, zastopal stanovsko društvo. Vsako poletje je od leta 1936 zahajal v Dalmacijo, največkrat na Korčulo, kjer je bilo manjše kulturno, likovno žarišče. Kontinuirano je slikal in risal na terenu, pogosto grčaste oljke. Skupaj s prijatelji je razstavljal po Jugoslaviji (Beograd, Zagreb, Osijek). Do novembra 1944 je imel okoli 30 skupinskih in samostojnih razstav. Prvo samostojno razstavo je imel leta 1939 s kolegom F. Šimunovićem v Beogradu, v galeriji Cvijete Zuzorić, manjšo samostojno retrospektivo z dvajsetimi deli že v začetku leta 1942 pri galeristu P. Obersnelu v Ljubljani (galerija je bila na Gosposvetski cesti). Bil je član mariborskega umetniškega kluba Brazda in za tem slovenske likovne skupine Neodvisni. Zvesto so ga spremljali različni kritiki. Najbolj naklonjeno so o njem pisali Lojze Bizjak, Radivoj Rehar in Fran Šijanec. Do italijanske kapitulacije je Mušič živel pretežno v Ljubljani, kjer je bil uradno prijavljen v Tavčarjevi ulici. Na Goriškem je bil več mesecev, ko je slikal po treh cerkvah. V Drežnici in Grahovem sta delala skupaj z Avgustom Černigojem (Černigoj je v Drežnici izpeljal večino dela, Mušič je slikal konkretno krajino in portrete domačinov in obeh avtorjev na obodu za glavnim oltarjem drežniškega prezbiterija). V Gradnem v Brdih sta okrasila cerkev skupaj z Lojzem Spacalom (Mušič je v olju naslikal 14 standardnih postaj Križevega pota). Podobe so delno navdihnila njegova predhodna bivališča. 
V Trst se je Mušič uradno preselil v pozni jeseni 1943, po nemški zasedbi južne Slovenije in Italije. Skoraj leto dni je živel delno v Trstu, kjer je pisal in risal za časopise in v Benetkah, kjer je med obiski ustvarjal pretežno gvaše in risbe. V obeh mestih je razstavljal leta 1944. Nemški gestapovci so ga v Benetkah aretirali v začetku oktobra 1944, skupaj z več aktivnimi podporniki antifašističnih upornikov iz Italije in Slovenije. Najprej je bil več tednov zaprt v kletni celici na trgu Oberdan v Trstu, za tem v zaporih Coroneo. Sredi novembra 1944 je bil iz tržaškega zapora z vlakom odpeljan v koncentracijsko taborišče Dachau. Tam je na robu smrti preživel čas do konca vojne. Pred tem je zavrnil predlog naj se pridruži domobrancem v Istri, kljub grožnjam, da ga bodo ustrelili kot talca. V taborišču je na skrivaj narisal zgolj nekaj skic, predvsem manjših portretov sojetnikov. Po osvoboditvi je v Dachauu skupaj z drugimi Slovenci več kot mesec dni čakal na prevoz domov. Med čakanjem je risal različne motive, predvsem mrtvece v taborišču. V začetku junija se je s prvim transportom za Slovenijo z več kot sto risbami vrnil v Ljubljano. Krajši čas se je zdravil na Golniku. Z Golnika se je vrnil v Ljubljano, kjer je imel na Ajdovščini stalno bivališče. Iz Ljubljane je zaradi pritiskov povojnih oblastnikov in očitkov kolegov ob koncu julija leta 1945 odšel k sorodnikom v Gorico. Tovariši so mu očitali razstavljanje med vojno in premalo spoštljiv odnos do partije. Pozno jeseni je iz Gorice odpotoval v Benetke, kjer se je ustalil. Znova se je spoprijateljil s samosvojo slikarko Ido Cadorin in se septembra 1949 z njo poročil. Po letu 1946 je intenzivno slikal, najprej akvarele popularnih motivov Benetk in za tem serijsko podobe konjičkov brez domovine. Razstavljal je v Trstu, Benetkah, redno v uglednem rimskem razstavišču blizu Španskih stopnic in drugje po Italiji ter večkrat v Švici. Tam se je družil s slikarjem W. J., ki ga je spoznal že na Korčuli. Zelo pogosto je zahajal v Trst in se veliko družil s slovenskimi intelektualci, pisatelji ter slikarji, redko s sorodniki. Znova se je začel posvečati grafiki, posebej med obiski v Švici, kjer so mu bili naklonjeni znanci, založniki grafik in posamezni meceni.
V začetku leta 1952 je imel prvo manjšo razstavo v Parizu, ki ga je priložnostno obiskoval že pred tem. Po dogovoru z uveljavljeno francosko galerijo - Galerie de France se je ustalil v Franciji. S pomočjo prijateljev je našel atelje na robu četrti Montparnasse. Redno se je skupaj z ženo vračal v Benetke. Izmenoma je živel med njimi in Parizom. V francoski prestolnici se je družil s kolegi iz različnih dežel, zlasti s tistimi, ki so govorili njemu bolj domače jezike (italijansko, nemško, slovensko). Posebej ponosen je bil na svoje prijateljevanje z A. Giacomettijem. Pomagali so mu posamezni rojaki, ki so bili bolj vešči stikov z galeristi in tiskarji grafik. Veno Pilon je bil reden gost in svetovalec v njegovem ateljeju. Skiciral je Mušiča pri slikanju konjičkov (1954), včasih ob druženju v kavarnah, kjer je bil slikar manj pogost gost kot nekateri drugi Parižani in bohemski ustvarjalci. 
V Slovenijo se je Mušič lahko osebno prvič vrnil šele leta 1956 (prej ni dobil jugoslovanske vize), kakor je pričal Z. Kržišnik. Dve leti pred obiskom so bile njegove posamezne risbe iz taborišča že razstavljene na Babićevi spominski razstavi v Zagrebu. Leta 1955 so njegove izbrane grafike razstavili na prvem grafičnem bienalu v Ljubljani, skupaj z drugimi predstavniki tedanje skupine École de Paris. Na drugem bienalu je že prejel eno pomembnih nagrad in zato dobil možnost za manjšo samostojno razstavo grafik leta 1959. Pogosto je obiskoval starše v Ljubljani in Brdih, kasneje, do pozne starosti, redno brata in druge sorodnike v Sloveniji. Dokler je mogel, je zahajal v Dalmacijo ali Istro. Njegovi stanovanji v Parizu in Benetkah sta bili neuradni ambasadi slovenske kulture; obiskovali so ga zlasti slikarji Miha Maleš, Maksim Sedej, France Mihelič in kiparji, stari in novi prijatelji. Včasih je sam poiskal slovenske študente, da so mu delali družbo, npr. Tomaž Šalamun in Tatjana Wolf ali filozof Evgen Bavčar, drugič se je osamil, da je imel dovolj časa za razmišljanje in delo. 
Samostojno je razstavljal v številnih manjših galerijah Evrope in se skozi Avstrijo ter ugledna razstavišča Nemčije s svojimi kakovostnimi izdelki počasi in potrpežljivo prebijal v prestižne institucije Francije, najbolj pogosto Pariza. V Ljubljani je bil vedno dobrodošel v Moderni galeriji, ki jo je vodil njegov prijatelj Zoran Kržišnik. Gostili so ga na samostojnih predstavitvah v letih 1959, 1960, 1967, 1990, 1997, 2009, 2020; včasih v Mali galeriji, običajno v glavni stavbi. Sodeloval je na vseh ljubljanskih grafičnih bienalih od prvega leta 1955 do 1981 in večkrat za tem. Zoran Kržišnik ga je utemeljeno uvrščal med pionirje ljubljanskega grafičnega bienala in ga imenoval enega od velikih podpornikov tega bienala. Kljub zavistnosti nekaterih domačih kolegov je Mušič postal merilo za primerjave uspeha, kakovosti med likovniki v Sloveniji in Jugoslaviji. Kot gost je razstavljal z Grupo 69. 
Postopoma je za svoje zasluge dobil v Sloveniji vse možne stanovske in državne nagrade ter priznanja. Kržišnik je slikarju pomagal pri omenjenem uveljavljanju v nemških deželah Evrope. Kritiki kot Jean Grenier ali Jacques Lassaigne so povzeli Kržišnikove analize, jih nadgradili in slikarju pomagali v Franciji. Mušič se je dokončno uveljavil v Evropi s svojimi ekspresivnimi figuralnimi ciklusi risb, grafik in slik Nismo poslednji sredi 1970-ih, ko se je zanj v večji meri zavzel uveljavljeni kritik, pisec in direktor najbolj znanih pariških muzejev, akademik Jean Clair. Ugledni pisec in kasnejši prijatelj ga je redno spremljal in promoviral štiri desetletja, vse do umetnikove smrti. Razstavljal je v vedno bolj reprezentančnih, izbranih galerijah Evrope (npr. Center Georges Pompidou), pogosto tudi v ZDA. Skupaj z ženo sta najela novo, razkošno bivališče ob Canalu Grande v Benetkah, blizu Akademije; omislil si je boljši atelje v Parizu. Vrnil se je k svojim ciklusom notranjosti beneških cerkva, jih dopolnil z vedutami mesta ob lagunah, z značilnimi pročelji in nekaj silhuetami znamenitih stavb. 
Razvil je barvito serijo podob slikarja v ateljeju. Vedno bolj se je posvečal dvojnim portretom z Ido, redkeje mestnim vedutam. Njegova velika retrospektiva je bila aprila 1995 v razstavišču Grand Palais v Parizu. Razstavo sta skupaj odprla slovenski predsednik Milan Kučan in francoski predsednik François Mitterrand. Ta je bil slikarjev osebni prijatelj. Obisk razstave je bil za Pariz sorazmerno skromen, odmev med strokovnjaki pa velik. Razstava je bila največja med okoli 250 samostojnimi predstavitvami umetnikovega dela v obdobju njegovega življenja. Izbrane risbe s te razstave je slikar podaril centru Georges Pompidou. Za pariški katalog so pisali vrhunski kritiki Francije in izbrani posamezniki iz drugih držav. Pozna leta je slikar preživljal v Benetkah, kjer je skoraj slep slikal temne avtoportrete. Zadnja dela na platnu so bila datirana leta 2000. 
Prvo stalno razstavo njegovih 134 izbranih grafičnih listov, ki jih je Mušič večinoma podaril občini Nova Gorica (župan Sergij Peljhan), je leta 1991 uredil Goriški muzej. Priprave je koordinirala N. Nemec (predsednik odbora je bil Dušan Šinigoj). Razstavo so odprli v prenovljenem renesančnem dvorcu Dobrovo (Galerija Zorana Mušiča) v Goriških Brdih v Sloveniji. Žal razstave do danes niso nadgradili. Avstrijci mu obljubljene stalne razstave v Celovcu niso nikoli uredili in niso ustanovili napovedane mednarodne kulturne fundacije. Odtujili so številne umetnine, rezervirane za celovško razstavo in jih niso nikoli vrnili slikarju ali njegovi ženi. Postopoma jih preprodajajo po Avstriji in drugje. V Avstriji zato Mušič kar dve desetletji ni imel večje razstave. V Italiji so njegova dela v različnih manjših javnih in zasebnih zbirkah: akvareli v Bologni, večina zapuščine v Benetkah (delno prodano v Belgijo), posamezna dela v Milanu, Gorici, Trstu in Rimu. Največji zasebni zbiralec M. Zanei živi v Trstu. Zametki zbirk nastajajo v Španiji, kjer je večjo razstavo leta 2008 pripravila Barcelona. V stalni likovni zbirki imajo njegova pozna dela na papirju shranjena v Valencii. Zasebniki v tujini in Sloveniji imajo odlične zbirke njegovih umetnin. Največji sta omenjena v Trstu in v Ljubljani (ter novo nastajajoča na Bledu). Več zbirk je v severni Italiji, izbrana dela so v družini Braglia v Švici. Zapuščino družine v Benetkah je leta 2018 prevzel muzej Fortuny; velik del zapuščine je zašel v zasebno last.
Umetnik je umrl 25. maja 2005 doma v Benetkah, v starosti 96 let. Pokopan je v družinskem grobu Cadorinovih na otočku Sv. Mihaela v Benetkah, na robu razdelka 16.

## Delo
Zavestnega likovnega ustvarjanja se je začel mladi Mušič lotevati okoli 1927 v Mariboru, ko se je na srednji šoli seznanjal z osnovnimi slikarskimi tehnikami in uveljavljenimi motivi akademskih slikarjev, njegovih učiteljev. Prevladovalo je risanje tihožitij in portretov. Model v domačem okolju je bila v začetku kar mati, ki jo je risal že kot srednješolec. V javnosti se je po končanem učiteljišču najprej uveljavil kot skromen mariborski karikaturist. Znanje mu je omogočilo, da je z le nekaj težavami naredil sprejemne izpite za Zagrebško likovno akademijo. V 1930-ih se je v Zagrebu hitro razvil v akademsko šolanega slikarja in grafika ter kulturnika. Izkazal se je za zelo spretnega risarja in nadarjenega slikarja s smislom za barvna skladja, ki je imel na akademiji po prvem letniku vedno samo odlične ocene. Skupaj z njim so študirali Dore Klemenčič, kipar Zdenko Kalin, Zoran Didek, malo kasneje Gabrijel Stupica, s katerim se je večkrat družil in leto za tem Marij Pregelj. Bil je močno pod kulturnim vplivom mentorja Babića in drugih učiteljev ter vzornikov nekoliko konservativne akademske šole. Na vse študente je imelo velik vpliv kulturno in družabno življenje Zagreba. Ustvarjal je risbe, redke začetniške grafike manjših formatov (linorezi, litografije 1932-1933), številne gvaše, tempere in olja s standardnimi motivi za akademije: portret, figura, tihožitje, krajina, mestna veduta. Študenti so na akademiji veliko kopirali znane slike in odlitke antičnih kipov, kar je bila značilnost večine konservativnih akademij. Na starejših oljih so vidni becićevski pastozni nanosi, samozavestne poteze in premišljene kompozicije ter sorazmerno umirjena barvna paleta. Vihravo zasnovo linij, izhodiščne kompozicije motivov in notranjo dinamiko je zadržal vsa 1930-ta leta. Slikarjev mentor je tedaj za zgled postavljal Edouarda Maneta in izbrane španske slikarje. Popularen je bil Goya in njegova slikana svetloba. Ob njih je jasno razpoznaven vpliv krajin in interierjev van Gogha, pri grafiki in risbah socialna motivika Georga Grosza, nekoliko Otta Dixa in drugih slikarjev, tudi hrvaškega Hegedušića. Navduševal se je nad postimpresionisti okoli Pierra Bonnarda, zlasti njegovimi prefinjenimi interierji. Navdihoval se je ob originalih španskih baročnih slikarjev in posebej ob poznemu Goyi, ki mu ga je priporočil Babić.
Izhodišča je Mušič med študijem in v večji meri kasneje (po drugi svetovni vojni) našel ne le v slikarstvu, povzel je zanj zanimive pobude v vseh razvojnih obdobjih evropske kulture, v podobah Altamire, zgodnjekrščanskih mozaikih Ravene, fajumskih portretih in v stenskem slikarstvu osrednje Italije 13. in 14. stoletja. Navdihoval se je ob literaturi, v gledališču, pri filmih. Natančno je bil seznanjen z delom ekspresionistov, čeprav se je hitro odrekel pretiranemu izražanju čustev in pripovednosti v svojih podobah. Najbolj se je v zgodnjem obdobju naslanjal na izhodišča fauvistov, koloristov in omenjenih postimpresionistov; francoskih in nemških. Bauhaus in konstruktivizem ga nista pritegnila. Posebej natančno je premislil tihožitja in načine slikanja Cezanna, delno Lautreca, bolj, kakor mislimo Degasa in nekaj kasneje ustvarjalnost Filippa de Pisisa, zlasti po osebnih srečanjih s slikarjem v Benetkah. Navdih je v zgodnjem obdobju ustvarjanja vedno bolj iskal v naravi, vendar brez njenega neposrednega posnemanja. Redno je v vseh letnih časih obiskoval slovenske gore, kjer je našel dodatne motive (Vršič, Ojstrica, Prisank, Škrlatica). Večino okorno risanih ali slikanih podob iz obdobja šolanja je v zreli dobi uničil, ker se je zavedal svojih lastnih likovnih pomanjkljivosti. Ohranil je širok izbor boljših del, tudi v lastni zbirki. Pogosto je na prostem slikal mestne ali vaške vedute in izbrane motive ponavljal v isti ali v različnih tehnikah. Zagrebško okolje je pustilo dodaten vtis z deli mentorja Babića; ob njem je občudoval notranjosti cerkva in druge slike Dalmatinca Emanuela Vidovića, interierje Marina Tartaglie, vlake s parno vleko Antuna Motike ali izraznost Vena Pilona, nekoliko manj krajine Otona Glihe in drugih. Akademskemu šolanju je sledilo obdobje, ki bi lahko bilo imenovano mariborsko-ljubljansko uveljavljanje.
Mušič je v Španijo odpotoval iz Maribora na predlog in pod neposrednim vplivom Babića in s spodbudami kolege F. Šimunovića ter s finančno podporo slovenskih institucij (Narodna galerija, mesto Maribor, Dravska banovina) in uglednih posameznikov (I. Zorman, F. Windischer), ki so v njem že videli perspektivnega ustvarjalca. Ta pot in izkušnje, ki jih je dobil v sorazmerno kratkem času na Iberskem polotoku, so ga dokončno potegnili iz anonimnosti v Sloveniji in delno v Jugoslaviji. Potoval je po stopinjah svojega mentorja, ponekod dobesedno povzemal njegove izjave s predavanj in motiviko Babićevih skic ter slik (notranjosti stolnic, krajine, Toledo), drugje je ubral popolnoma svojo motivno pot (bikoborbe, maskirani sprevodi, ciganska bivališča). Znal je smiselno reducirati vtise in se v kratkem obdobju španskega bivanja osredotočil na tri velike umetnike in tista njihova znanja, ki so mu najbolj ugajala. V svoje ustvarjanje je prevzel spoznanja ob ogledih originalov Goye, Greca in kasneje Velazqueza. Večino svojega obiska v Španiji je posvetil kopiranju Goyevih slik v muzeju Prado. Povzel je prefinjeno upodabljanje notranje svetlobe, ki jo izžarevajo posamezne figure in predmeti na španskih slikah. Med potjo je pisal dnevnik in veliko skiciral ter fotografiral.
Drug navdih je bila kamnita krajina, znova nadgradnja sončnega Mediterana, v večji meri Krasa in ob tem slovenskih gora. Odnos do vedno prisotne kraške krajine je po vrnitvi v Jugoslavijo poglobil v Bileći, kjer je tudi portretiral. Kasneje je dopolnil svoja občutja v Dalmaciji, zlasti med rednimi poletnimi slikanji vzdolž presončene skalnate jadranske obale in na obiskih Krka in za tem Korčule od (občasno) 1934 do bolj redno med 1936 in 1940. Na otok je zahajal skoraj vsako poletje in tam skiciral, fotografiral ter slikal; prvič prizore z oslički in ženami na tržnici, na počivališčih ali na poti. Morda se je srečeval s patrom Vidom Mihičićem, dokazano s slikarjem in izumiteljem iz Švice Walterjem H. Jonasom. Ohranjena je vrsta njegovih krajin, delno s konkretno znanih lokacij (mesto Korčula, Vela Luka, Lumbarda, okolica Dubrovnika) in posamezne fotografije. Tudi v Dalmaciji je vedno ustvarjal v serijah (Oljke, Otočanke, Tržnice, Oslički); prevladovali so gvaši. V zgodnjem obdobju je svoje stojalo pogosto postavil na prostem (vedute Maribora, Kolodvori, motivi ob vodi, beneška nabrežja). Bil je dobro seznanjen z vsemi sodobnimi ustvarjalnimi trendi, vključno z eksperimenti prijateljev Ferda Delaka in konstruktivista Avgusta Černigoja, vendar ga takšen način likovnega izražanja ni pritegnil. 
Njegovo zgodnje ustvarjanje likovni kritiki nekoliko okorno uvrščajo v barvni realizem, zlasti v krogu skupine Neodvisni. Posredno je po obiskih in življenju v Benetkah, izrazito po koncu vojne, upošteval bizantinske mozaike in včasih, ob portretih, poznoantične fajumske portrete. Starejši vzhodnjaški vplivi na njegovo ustvarjalnost so zgrešena fikcija površnih piscev. Po vojni je poleg taboriščnih vtisov nanj vplivalo srednjeveško ustvarjanje v Italiji, npr. sienske stenske slike iz obdobja gotike in zgodnje renesanse. Vse vplive in izhodišča je Mušič sintetiziral in izčistil na svoj, avtorski način, ki je prevladal nad vzorniki in šolo. Zaradi lažje dostopnosti in cene materiala je pred drugo svetovno vojno in med njo veliko ustvarjal v tehniki gvaša ali tempere na papir, manj v tehniki olje na platnu. Nekatera manj popularna ohranjena olja so običajno naročeni, močno standardni meščanski portreti. Kadar slikar ni mogel potovati, so bila pogost motiv tihožitja (cvetje v vazi, stare sohe, sadje, ribe, ptice). Analiziral je začetke kubizma. Poskusil je slikati stenske slike, vendar manj uspešno, šablonsko; podobno učinkujejo skoraj vsa omenjena naročila za portrete. Njegov prvi večji prodor izven Jugoslavije je povezan s serijo razstavljenih gvašev (temper) v Benetkah poleti 1944 (večinoma uveljavljene vedute Benetk, blizu motivov G. De Pisisa). Italijanski avtorji kataloga Mušič so ga tedaj jasno postavili med Slovence in perspektivne slikarje slovanskega vzhoda s svojskim izrazom in energijo. Pri njem so iskali manj utemeljene vzhodnjaške vplive; teh do selitve v Benetke v njegovih delih ni.
Optimizem in načrte novih razstav je prekinil nemški zapor in za njim koncentracijsko taborišče Dachau. Po prestavitvi v podzemno tovarno je še kot taboriščnik pogosto skiciral, vendar je ohranjeno ali odkrito le malo teh dokumentarno dragocenih zgodnjih risb s svinčnikom ali tušem: vtisov iz taborišča, drobnih portretov sojetnikov ali risb po naročilu stražarjev (te so do sedaj znane le iz pripovedi). Izkušnje iz Dachaua, kjer je zlasti maja 1945, po osvoboditvi, vendar še vedno za žico, narisal nad 200 izjemnih črtnih skic (predvsem mrtvecev) so ostale v zavesti in podzavesti. Risbe, zlasti pa prizori preživelih med kupi mrličev, so imeli trajen vpliv na njegovo zrelo likovno izražanje. Risbe so edinstveno pričevanje in likovni dokument ter nova stopnja in podlaga kasnejše izčiščene Mušičeve ustvarjalnosti. So prestop ustvarjalnosti med šolanim akademskim slikarjem in zrelim umetnikom z globokimi osebnimi izkušnjami. Več kot 110 skic trupel in drugih motivov iz taborišča, ki so pretežno nastale maja 1945, tik po osvoboditvi, je ohranjeno v različnih zbirkah po svetu. Posamezne poznamo zgolj po reprodukcijah. Največ originalov je avtor daroval muzeju novejše umetnosti v Parizu (13 na desetih listih), ena je v manjšem pariškem muzeju. V Baslu imajo v muzeju devet originalnih risb, v Celovcu desetino (najmanj pet so jih prenesli v zasebno last), v Ljubljani so tri v Moderni galeriji. Veliko risb je v zasebnih zbirkah: v Ljubljani je vsaj petnajst listov v treh zbirkah, v Trstu so tri v eni in dve v drugi zasebni zbirki (eno so darovali Vatikanskim muzejem). Posamezne so v Nemčiji, Franciji in Španiji. Leta 2016 so v tržaškem partizanskem arhivu našli še 23 risb (eno dodatno v drugi zbirki), ki jih hranijo v muzeju Revoltella. Ena starejša portretna risba je po novejših informacijah v Brdih, ena risba je v Ženevi, ena v Barceloni in ena v Vatikanskem muzeju (prej v Trstu). Nekaj risb je razpršeno po Evropi, vsaj štiri so ostale v ZDA in sedemnajst ali več je ostalo v lasti slikarja, njegove vdove in kasneje neopredeljenih dedičev v Benetkah in v Evropi.
Rešitev iz taborišča je predstavila drugačnega ustvarjalca. Njegovo dozorevanje ni bilo hipno, dozoreval je še vrsto let. Postopoma so postale njegove slike bolj ploskovne, izčiščene in vsebinsko večplastne. Sprostil se je po letu 1946; najprej z barvitimi akvareli beneških vedut. Več let jih je risal v serijah. Nadaljeval je z živahno paleto v najbolj znanih različicah popularnih dalmatinskih osličkov, ki so hitro postali lebdeči konjički različnih barv. Upodabljal jih je v vseh tehnikah in velikostih, samo v olju je več kot 600 ohranjenih platen ali lesonitnih plošč. Poslikal je svoj začasni podstrešni atelje v Benetkah in za tem 1949 - 1950 v celoti pritlično sobo vile Dornacher v Zollikonu pri Zürichu v Švici. Za naročnici je povezano uporabil vse dotedanje njemu ljube motive. Pripravljal je kartone za tkane in vezene dekoracije velikih potniških ladij z motivi Potovanje Marca Pola (Augustus) in Pomladi (Asia). Ohranjena vezenina z ladje Augustus je njegovo največje ohranjeno samostojno delo. Risal je za prospekte Benetk. Benetke in obiski v Švici so spodbudili in omogočili ustvarjanje grafik v različnih klasičnih tehnikah. V njih je ločil nekdaj v slikah združeno črtno risbo in barvne ploskve, posebej značilne za litografije ter akvatinte. Konjički, ki iščejo cilj v simbolni krajini, so ostali za več kot desetletje njegov prepoznavni znak tudi pri grafikah, posebej v času iskanja tržišč in ob nostalgičnem domotožju, ko ni smel v staro domovino. S spomini na domačo pokrajino in Dalmacijo so povezani ciklusi Brodniki, Sienske krajine in Umbrijske krajine. Natančno je spremljal tudi slike Paula Kleeja. 
Novo družinsko življenje označujejo serije manjših ležečih aktov in desetine portretov Ide. Po selitvi iz Benetk v Pariz se je umetnik znova prebijal od začetka in skoraj iz anonimnosti. Poskušal se je v različnih smereh in tehnikah, slikal je platna večjih formatov, se približal abstrakciji in se vrnil k figuri, čeprav je njegov prevladujoč motiv vedno in v vsakem motivu do pozne starosti domišljijska krajina. Ta, v začetku lirična krajina, je polna notranje energije in sintez različnih znanj ter osebnih spoznanj. Stopnjevanje motivike od barvitih konjičkov ali bolj umirjenih Dalmatink, ki potujejo na tržnico, je mogoče spremljati vzporedno v slikah in na grafikah, kjer se iz prepoznavnih figur osebe postopno reducirajo v simbolne loke, geometrijske like, kasneje v madeže in lise. Nadaljeval je izražanje v različnih grafičnih tehnikah, intenzivno je spoznaval barvno litografijo večjih formatov. Kasneje se je vračal k jedkanici, akvatinti, priljubljeni suhi igli, barvni risbi in olju. Po ponovnih obiskih domačega Krasa in Dalmacije so abstraktni motivi znova žareli v intenzivnih barvah, nič več z megličastimi akvareli. Očiščeni motivi Ograd, Kraških pokrajin, Bizantinskih suit, ožgane zemlje in kamenje so imeli nekaj kasneje vzporednice v manj uspešnih, vendar z barvami prežetih krajinah iz Cortine d'Ampezzo. Te je risal v tehniki pastela na terenu, sam med vršaci. Slepa ulica so bili delno konkretni motivi Apeninov in orientacijskih točk. Sledila je krajša ustvarjalna kriza in slepa ulica s ponavljanjem sanjskih konjičkov in opuščanje nekaterih iskanj v smeri abstraktnih motivov. Likovno razvojno obdobje je zaključil s serijo razstav, med njimi je bila retrospektiva v Moderni galeriji leta 1967. Ob koncu šestdesetih let se je znova postopno vrnil k figuri človeka in dodatno k obujenim spominom na grozo Dachaua. Po premoru s figurami umrlih se je sprostil ob barvno umirjenih silhuetah znanih gora Dolomitov okoli Cortine ali do skrajnostnih motivov ogoljenega kamenja. Ustvarjalni proces je bil vedno podoben načinu, ki ga je posvojil že med študijem. Obiskoval je gore in obale ter si osamljen skiciral motive, zanimive zanj v realni ali abstraktni zasnovi. S pomočjo teh je kasneje ustvarjal serije slik v ateljeju ali grafik v delavnicah tiskarjev. Vrnitev k človeku in njegovemu telesu je bila leta 1970 delno spontana in delno načrtovana. Svoje delo je stalno primerjal z ustvarjalnostjo sočasnih likovnikov v Parizu in drugje. Več kot verjetno je nanj vplivalo delo pesnikov in drugih kulturnikov iz različnih držav, s katerimi se je družil v Parizu. Njihove knjige: zapisi in ilustracije pahljače likovnikov, pisateljev in pesnikov so ostale na knjižnih policah v ateljeju. Največ je likovnih monografij. Manj verjetno je, da je povzemal izhodišča filozofov, saj se z njimi ni neposredno družil. V v njegovi bogati knjižnici tovrstnih knjig ni. Bolj običajne so knjige njegovih slovenskih kolegov in knjige o žrtvah taborišč v različnih jezikih. Njihovo ustvarjanje je spremljal v Benetkah in Parizu. V Sloveniji so ga, razen ob retrospektivi leta 1967, še vedno pogosto spregledali; šele po osamosvojitvi je bilo drugače.
Nov prelom v avtorjevi motiviki je bil vzporeden izidu knjige profesorja estetike Jeana Grenierja. Ključna je bila sprememba tehnike; vplivalo je še več osebnih razlogov. Omenjena monografija je bila leta 1970, tik pred izidom, dopolnjena s Kržišnikovim besedilom. Grenier je natančno razčlenil Mušičev izvor, poznal vzore s krasa in slovansko dušo ter njegovo ustvarjalnost. Slikarjev prijatelj Kržišnik je vsem presenečenim teoretikom Evrope, ki niso razumeli novih slikarjevih motivov iz taborišč z naslovom Nismo poslednji, te celostno predstavil. Sledila je zaslužena retrospektivna razstava v pariškem Muzeju moderne umetnosti ob koncu leta 1972. Na razstavi je prvič v večjem številu pokazal svoje nove slikane nadgradnje spominov iz taborišča, cikluse temnih teles trpinov. Otrpla trupla serij Nismo poslednji ali Noi non siamo gli ultimi so mu po razstavi odprle vrata v velike galerije Evrope in ZDA. V zrelem obdobju je zavestno in zaradi oslabelega vida ustvarjal z bolj izbrano barvno skalo in manj podrobnostmi. V lažje obvladljivem akrilu, risbah in grafikah je ustvaril svojsko prevrednoteno figuraliko žrtev taborišč. Podobe so daleč od osladnosti bolj priljubljenih starejših krajin. S slikami se je oddolžil lastnim notranjim moram preživetja po taborišču, spominu sotrpinov v taborišču Dachau in bil aktualen v času novih vojn na Indokitajskem polotoku in Afriki. S serijami Nismo poslednji je prepričal zadnje dvomljivce med likovnimi kritiki. Nadaljeval je z rastlinskimi motivi podob ožganih hrastov-plutovcev in njihovih korenin, kar ima globok osebni pomen. Nadaljeval je s podobami osamljenih ali prepletenih dreves v različnih letnih časih. Vzporedno se je vrnil v upodabljanje svojih videnj Benetk, večinoma k ploskovitim vtisom pročelij ter počlovečenim silhuetam zarjavelih bark in Giudecce. Zavestno je v svojem delu preizkušal zanj nove tehnike slikanja, vedno bolj reduciral barve, iskal součinkovanje struktur platna, tekstur, odsotnosti bleščav. Nadaljeval je s starostnimi cikli figur Samotarjev, z Avtoportreti, slikami notranjščin. Osamljenost ali odtujevanje najbližjih je izrazil v serijah V ateljeju, Dvojni portreti, Katedrale. S silhuetami Pariza je ustvaril nekaj oddaljenih primerjav z Monetovimi vedutami mest. Sledili so znova figuralni samotni Popotniki, Anachoreti, Goli portreti. V pozni starosti je po papirju večjega formata skoraj slep vlekel duhovne črte svoje lastne podobe ali linije svoje žene Ide kot grafe notranjih čustev in oblik, kjer linija telesa izstopa iz beline ozadij.
Stalna zbirka njegovih povojnih grafik je bila od leta 1991 na ogled v dvorcu Dobrovo v Goriških Brdih. Večina teh grafik je zadnje desetletje začasno v depojih. Pregled grafik je opozoril na pomemben del umetnikovega opusa. Katalog ima besedila N. Silič Nemec (Stalna zbirka grafičnih del), Naceta Šumija (Zoran Mušič in slovensko slikarstvo) in Zorana Kržišnika (Grafična ustvarjalnost Zorana Mušiča). V življenjepisu v slovenščini je kot rojstni kraj omenjena Bukovica, dodan je skromen seznam izbranih samostojnih in skupinskih razstav, krajša bibliografija objav v slovenskem prostoru ter okvirni popis 134 podarjenih grafičnih listov. V Sloveniji je slikarjevo delo dobro zastopano v stalnih zbirkah Moderne galerije Ljubljana, ki ima zanimivo serijo zgodnjih in nekaj izvrstnih poznih slik; v Umetnostni galeriji Maribor (zlasti zgodnje slike in njegov najstarejši grafični Avtoportret) in več kot ducat raznolikih del v stalni postavitvi Kambičeve zbirke v Metliki. Stalne zbirke v Narodni galeriji so bile z novo donacijo Mušičeve družine maja 2016 nadgrajene s posebno, stalno razstavo slikarjevih del, ki edina obsega več kot sto risb, grafik in slik. To je osebna zbirka Mušičevih ožjih sorodnikov v Sloveniji: nečakinje Vande, brata Ljubana in svakinje Milade. Razstavo so odprli 18. maja 2016 in prenovili februarja leta 2017, znova novembra 2018, leta 2020, 2022 in 2023 ter 2025. Za razstavo je bil natisnjen nov, obširnejši katalog s preverjenimi podatki in natančnim popisom del (avtorja J. Clair in G. Zupan). Galerija donacijo nadgrajuje z drugimi Mušičevimi deli. V Narodni galeriji v Ljubljani tudi zgodovinski pregled stalne likovne zbirke zaključujejo ustvarjalci iz druge polovice 20. stoletja, med njimi Mušič. Manjše galerije v Sloveniji imajo posamezna dela (Galerija Vena Pilona v Ajdovščini, Galerija Slovenj Gradec). Pet do deset del je v rednih zbirkah velikih muzejev sveta, vendar prepogosto v depojih (pariški Louvre, Tate Modern, London; Metropolitan muzej v New Yorku, Vatikanski muzeji). Novembra 2012 je pri SAZU izšla do sedaj najbolj obsežna slovenska knjiga o Mušiču; napisalo jo je več kot 20 avtorjev iz Slovenije in Evrope. Sodelovali so vodilni poznavalci Mušičevega dela iz različnih držav in umetnikovi prijatelji. Uredniki knjige so bili Niko Grafenauer, Alenka Puhar in Gojko Zupan.

## Slikarjev vpliv po smrti
Po slikarjevi smrti so v Ljubljani pripravili več zanimivih razstav: Drobna dela na papirju (prenos iz Gorice) v Cankarjevem domu (2005) in Mušičeva dela iz privatnih zbirk I, II, III v Galeriji Zala (2006; 2008 grafike; 2009 risbe). Ista galerija je serijsko organizirala razstave v tujini (2010 v Beogradu; 2011 na Dunaju in v Londonu). Posebno razstavo je maja leta 2006, ob prvi obletnici slikarjeve smrti, organizirala slikarka, vdova Ida Cadorin s sodelavci v slovenski galeriji A + A v Benetkah. 
V Barceloni so imeli od 25. februarja do 18. maja 2008 v Gaudijevi palači La Pedrera obsežno retrospektivno razstavo z okoli 130 predstavljenimi deli: skicami, akvareli, oljnimi in akrilnimi slikami iz vseh obdobij med 1945 in 2001. Skrben izbor Jeana Claira in njegovih sodelavcev je spremljal katalog in dopolnjeval film, ki ga je v osemdesetih letih posnela švicarska televizija z režiserjem Junodom. Med predavatelji na razstavi sta bila Alenka Puhar in Gojko Zupan.
Avgusta 2008 je izšla brošura Stevena Jarona o Mušičevih taboriščnih risbah. Decembra 2008 je bila natisnjena knjiga spominov Mušičeve žene Ide (avtorica novinarka G. dal Bon). V Ljubljani, Ajdovščini in Novi Gorici je bila ob stoletnici rojstva odprta vrsta razstav, večina s katalogi. Marca 2009 je bilo mogoče videti dokumentarno razstavo Španska vizija v Narodni galeriji in razstavo Mušičeve risbe v Galeriji Zala v Gosposki ulici. SAZU je 26. in 27. marca 2009 s pomočjo koordinatorjev N. Grafenauerja in G. Zupana pripravil dvodnevni simpozij, posvečen delu in življenju slikarja. Predavali so najbolj vidni poznavalci umetnikovega dela iz Slovenije in sveta. V Cortini je bila od februarja do srede aprila 2009 odprta razstava Mušičevih podob Dolomitov.
Najbolj celostno retrospektivo ob stoletnici je v Sloveniji pripravila kustosinja Breda Ilich Klančnik. V Moderni galeriji v Ljubljani je bila odprta 24. novembra 2009 z okoli 170 slikami in risbami. Odprta je bila do konca februarja 2010. Spremljal jo je odličen katalog s temeljnim besedilom Tomaža Brejca in spremljevalnimi besedili drugih poznavalcev. To je bila največja razstava posameznega slikarja v Sloveniji doslej, kakor je navajala posebna priloga Dela: Zoran Mušič, 12. februarja 2010. Tri izjemna slikarjeva dela iz zrelega obdobja so v stalni postavitvi Moderne galerije. Manjšo dokumentarno razstavo o ustvarjanju Mušiča in Maleša je zasnovala Breda Ilich Klančnik. Razstava je gostovala v Dobrovem, kasneje (2012) v Galeriji Mihe Maleša v Kamniku. 
Razstave so s pomočjo lastnikov slik iz Slovenije in naših likovnih kritikov organizirali tudi v Italiji. V Legnanu pri Milanu so 19. novembra 2011 odprli večjo razstavo Mušičevih del, pretežno slik iz slovenskih zbirk. Razstava je bila odprta do sredine februarja 2012. Za katalog sta pisala Boris Pahor in Gojko Zupan. Leta 2013 je bil Mušič uvrščen na elitno razstavo izbranih portretov različnih ustvarjalcev 20. stoletja v Milanu (Il Volto dell’ 900), leta 2015 s Samotarji na reprezentativno razstavo v Vicenzi (Od Tutankamona do Bacona). Zagrebški kritik Igor Zidić je v jeseni 2015 pripravil manjšo razstavo v Rovinju. Prvi doktorat, povezan z Mušičem, je pripravila Aurora Fonda na Univerzi v Padovi: L'opera giovanile di Zoran Music, Padova, 2011. Raziskava ima bogato dokumentacijo z več sto reprodukcijami umetnikovih del. Obravnavala je zgodnji slikarjev opus z natančnim popisom zgodnjih del. Mušičevo slikarstvo in Merleau-Pontyjevo filozofijo slikarstva je v doktoratu leta 2016 povezala Nelida Nemec. Soočila je predvsem filozofove poglede o slikarstvu in percepciji z umetniško prakso ter podobnimi pogledi slikarja Mušiča. Dodala je svoje vrednotenje in interpretiranje njunega dela in 14 reprodukcij Mušičevih slik. Sledil je francoski, najbolj obsežen in zelo natančen doktorat, ki ga je napisal Etienne David. Ukvarja se s ključnimi deli slovenskega slikarja v taborišču in ta natančno pregledan in dokumentiran opus primerja z ustvarjalnostjo Jeana Fautrierja. Tudi David ima raziskavo obogateno s stotinami reprodukcij. Dodatno je v svojih knjigah Mušiča kot ključnega interpreta holokavsta, z nekaj preveč političnimi naglasi, obravnaval Paul Bernard Nouraud. Oktobra 2016 so v Tržiču / Monfalcone razstavili restavrirano Mušičevo veliko tapiserijo s podobami pohoda Marca Pola na Kitajsko, eno njegovih največjih in ključnih del. Septembra 2016 so odprli razstavo zasebne zbirke Braglia v Luganu v Švici. Leta 2017 so bile pomembne razstave v Švici, v Bologni in znova v Cortini. Tega leta je v Kopru izšla knjiga Pokrajina telesa, Mušič v vidu Merleau-Pontyja, kjer je Nemčeva ponatisnila v doktoratu opisano Mušičevo videnje pokrajine in telesa in združitev dveh likovno pomembnih segmentov - figure in krajine. Januarja 2018 so odprli butično razstavo v galeriji Lorenzelli v Milanu in za tem izjemno predstavitev Mušičevih novo najdenih 24 dachauskih risb v Trstu. Nadgradnja predhodnih retrospektiv je bila nova velika razstava, pripravljena v uglednem Muzeju Leopold na Dunaju aprila 2018. Kustosa te razstave sta bila Hans Peter Wipplinger in Ivan Ristić. Besedila za katalog so dodali francoski akademik Clair, Italijanka Pasqualijeva in Slovenec Zupan. Manjšo butično razstavo je ob 110. obletnici slikarjevega rojstva junija 2019 organizirala Galerija Zala. V Celovcu so januarja 2020 odprli obširno razstavo z deli iz avstrijskih in italijanskih ter slovenskih zasebnih zbirk. Večja, pretehtana razstava kakovostnih umetnin (150 del: slike, grafike, risbe, tapiserija) je bila  oktobra 2022 odprta v mestni galeriji v Tržiču / Monfalcone. Izdali so katalog z besedili zbiralca Zaneija in različnih italijanskih piscev ter Slovenca Zupana. Razstavo izbranih slik Zorana Mušiča in Ide Cadorin so odprli jeseni 2022 v bruseljski galeriji A. Vervoordt. Isti galerist širi seznanjanje z Mušičem na Kitajskem. Njegova dela so vključili v razstavo umetnikov z izkušnjo vojne, ki je bila med marcem in novembrom 2023 v Torinu. Priznanje umetnikove sporočilnosti je bila leta 2024 razstava Marco Polo v Doževi palači s ključnim eksponatom, veliko Mušičevo vezenino. Ob EPK v Novi Gorici in Gorici je bilo odprtih nekaj manjših razstav in velika retrospektiva v palači Attems Petzenstein z več kot 130 slikami in grafikami, večinoma iz avtorjeve osebne zbirke. Upravljalci slikarjeve dediščine so v Gorici to razstavo odprli ob obletnici Mušičeve smrti maja 2025. Razstava je ena večjih retrospektiv s poudarki na obdobju življenja in dela v Benetkah, z rekonstrukcijo umetnikovega zadnjega ateljeja in s tretjič predstavljeno rekonstruirano sobo iz Zuricha. V desetletju do 2025 je bilo po svetu več kot 30 samostojnih in nad 100 skupinskih razstav z Mušičevo udeležbo.  
Ob 111-letnici rojstva so v Narodni galeriji v Ljubljani pripravili razstavo Zoran Mušič. 111 let, 111 razstavnih katalogov, v Moderni galeriji pa 27. februarja odprli razstavo Zoran Mušič: obsojeni na upanje, kjer so pokazali originalne risbe iz Dachaua iz leta 1945, ki so jih odkrili v Trstu. Razstava je bila podaljšana do julija 2020. V Zagrebu in Kostanjevici so leta 2021 pripravili razstavo Vezi, ki predstavlja povezave zagrebške akademije in slovenskih likovnih ustvarjalcev (med več kot 130 slikami, kipi in risbami je šest Mušičevih). Jeseni 2021 so v Mariboru v UGM odprli manjšo, študijsko razstavo slikarjevih del iz mariborskega obdobja (dvanajst slik in grafik). Več Mušičevih slik, žal le iz zgodnjega obdobja, je bilo na razstavi zbirke Kroples marca 2024 v Narodni galeriji v Ljubljani. Neobičajno sintezo del Zorana Šimunovića in Zorana Mušiča so sestavili v Galeriji Zala septembra 2024. Rojstni dan slikarja so februarja 2025 s slikami in grafikami proslavili v Galeriji Novak. Manj opažena je bila manjša razstava serije Nismo poslednji v Judovskem muzeju v Parizu. V Sloveniji sta bili prezrti še poletni razstavi leta 2025 v Torbandeni v Trstu in v Železni Kapli v Avstriji.  
Ob 100-letnici rojstva Zorana Mušiča (2009) je Banka Slovenije v slikarjev spomin izdala numizmatični zlatnik z nominalno vrednostjo 100 € in srebrnik z nominalno vrednostjo 30 €. Pobudo za kovance je dal slikar, akademik Andrej Jemec, opis motiva G. Zupan. V rojstem kraju so istega leta natisnili spominsko poštno znamko.

## Serije podob
- 1926-1928 risbe, portret matere
- 1929-1930 karikaturi mariborskih osebnosti, risbe
- 1931-33 grafike s socialno motiviko: Na ulici, Trg, Predmestje, Avtoportret, zgodnji portreti, Portret bankirja R.?;
- 1934 zgodnja Tihožitja (Ribe), Orebič, Oljke, Krk, Zagreb - Ilica; Avtoportret s Stupico
- 1935 Slike iz Španije (kopije: El Greco: El Espolio, Inquisition; Goya: Smejoči ženi in mož, Oblečena Maja, Sedeča Španka?;) gvaši: Bikoborba, Cerkev San Francisco, Procesija, Toledo; risbe: Penitenti, Bikoborba, Kolporter, Toledo, Madrid I, II, III
- 1935-1938 : Tihožitja: Cvetje, Rumeni tulipani, Beli tulipani, Anemone, Vrtnice
- 1936-1937 : Hočko Pohorje, Vedute Maribora, Košaki, Predmestje, Kamnica
- 1936-1937 : Krajina na Korčuli, Zaliv, Oljke I, II, III, V ogradi, Kopalke, Poletni počitek
- 1936-1940 Portreti: župan Alojzij Juvan (1936); župnik Jakob Soklič (1937); Borut Pretnar (1940); Andrej in Marko Loos (1937); Gospa Loos (1938);  Deklica s pentljo (1937); Gospa Marija Musič 1937; pisatelj Vitomil Zupan (1940);
- 1936-1940 : Aleksandrova cesta, Maribor, Trg svobode,
- 1937-1940 : gvaši Dalmatinke na tržnici - Korčula I, II, Pot na tržnico, Nalaganje osličkov, Portal mornariške šole
- 1938-1940 : Mariborski kolodvor I, II, III, IV, Kolodvori
- 1938-1943 : Akti v interierih
- 1940 : Cavtat, Gostilnica, Cafe al Mare, Beograd; risbe z avtoportreti, Avtoportret s prijateljem
- 1940-1943 : Tihožitja (Kljunač I, Kljunač II, Jabolka, Ribe, Slaniki, Školjke)
- 1940-1943 : Motivi iz Ljubljane (Ob Ljubljanici, Cukrarna, Tržnica, Ajdovščina, Valvasorjev trg I, II, III, IV; Kolodvor, Dvorec Fužine)
- 1941 : Portreti
- 1942-1943 : Svetniki (Kip svetnika, Kip svetnice, Razpelo I, II, III.), Križev pot v Gradnem 1-14; Medana; Tihožitja
- 1943 : Ajdovščina v Ljubljani (Figovec I, II, III)
- 1943-1944 : Notranjosti katedrale in cerkva (Benetke), Nabrežja, Riva, Mostovi, Gostilna; risbe v Benetkah
- 1944-1945 : Risbe iz Dachaua (ohranjenih vsaj 115), Portret R. D., Avtoportret, risbe Gorica I, II, III, IV, V
- 1946-1949 : Benetke, Akti, portreti (Ida Barbarigo), Mali akti, Avtoportreti, risbe iz Švice
- 1946-1953 : »Dalmatinski motivi« (Žene in oslički, Konjički - več sto olj; Konji, ki gredo mimo, Dalmatinski griči, Tržnice)
- 1947-1948 : Benetke, akvareli (Trgi, Nabrežja, Palače, Barke, Cerkve, Kanali, Rialto)
- 1947-1948: grafike v Švici, v ateljeju prijatelja W. J. (Železniška postaja Z., San Remo, avtoportret)
- 1949-1951: poslikana polkletna soba vile Dornacher, Zollikon, Zuerich, rekonstruirana 2005 - 2018
- 1949-1953 : Brodniki (Trajekt), slike in grafike
- 1949-1956 : Umbrijske krajine, Sienske krajine, Črna gora, Bela gora
- 1950-1953 : Portreti in Akti, Pot Marca Pola, velika vezenina za ladjo Augustus; oprema drugih parnikov
- 1953-1956 : Dalmatinske žene, Četrtkova tržnica, Sredina tržnica
- 1953-1956 : Potujoči konjički, Ida na konju
- 1956-1958 : Mreže, Vrše in barke (Chioggia, Pelestrina)
- 1957-1958: Burja na krasu, Istrska zemlja, Veter in sonce
- 1957-1960 : Dalmatinske zemlje, Istrske zemlje, Jadranske zemlje, Ogoljene krajine, Ograde, Puste (Izžgane) zemlje - grafike
- 1958-1961: Bizantinske suite
- 1963-1968 : Italijanski motivi, Motivi iz Cortine d'Ampezzo in njene okolice (Armentarola, Valparola), Dolomiti, Primošten, Karlobag, Apenini
- 1966 : Dalmatinski griči
- 1966-1968 : Konjički II, Konjički, ki gredo mimo II
- 1969-1980 : Skalnata krajina, Samo kamenje - grafike
- 1970-1976 in 1987 : serije Nismo poslednji, slike (olja in akrili), risbe in grafike
- 1970-1971 : mozaik za hotel v M., največje samostojno delo v tej tehniki
- 1972-1975 : Rastlinski (vegetabilni) motivi, Letni časi, Drevje
- 1975-1976 : Krajine iz Dolomitov (Averau, Cinque Torri, Nuvolau) - grafike, slike
- 1977 : Serija temnih akvarelov in motivov ladij
- 1981-1983 : Benetke, Kanal Giudecca, Zattere, Punta della Dogana, Beneška pročelja
- 1983-1985 : Notranjosti katedral in drugih beneških cerkva
- 1983-1990 : Atelje, avtoportreti in portreti Ide, Dvojni portreti
- 1987-1990 : zadnje potrjene, posamezne avtorske grafike
- 1988-1990 : Mesta, nočni pogledi na Pariz (domnevno tudi 1997), Avtoportreti, Ida
- 1991-1998 : Goli (Anachoreti), Odhajajoči, skice sedečih figur, Mož, ki se umiva, Avtoportreti, Temni avtoportreti
- 1995-1998 : Fotelji, Sedeči avtoportreti - zadnja dela v akrilu
- 1998-2000 : pogledi na Giudecco, serije risb Avtoportret (glava)
- 2001 : zadnje datirane avtoportretne risbe na papir,
- 2003 : nedokončana zadnja skica na platno za sliko naj bi nastajala leta 2003

## Muzeji in galerije
Javne zbirke z Mušičevimi deli; evidentirane so v depojskih zbirkah ali na razstavah
Slovenija
- Belokranjski muzej Metlika, Galerija Kambič, Metlika (slike, gvaši: 18 del)
- Pilonova galerija Ajdovščina, Ajdovščina (slika, grafike, risbe)
- Goriški muzej, Kromberk, Občina Brda, Galerija Zorana Mušiča, Dobrovo, Goriška Brda (134 grafik)
- Galerija Prešernovih nagrajencev, Kranj, (grafika)
- Koroška galerija likovnih umetnosti, Slovenj Gradec (grafična mapa)
- Koroški pokrajinski muzej, Sokličeva zbirka, Slovenj Gradec (portret župnika Sokliča)
- Muzej in galerije mesta Ljubljane, Ljubljana (sliki Ribe, Valvasorjev trg; risba Ajdovščina)
- Mednarodni grafični likovni center Tivoli, Ljubljana, (več grafik)
- Moderna galerija Ljubljana, Ljubljana (3 risbe iz Dachaua, gvaši, grafike, slike, skupaj okoli 60 del)
- Muzej novejše zgodovine Slovenije, Ljubljana (1 tisk iz Dachaua)
- Narodna galerija, Ljubljana (1 risba); donacija družine Mušič (140 del: slike, risbe, grafike, tapiserija), donacija DUTB
- Umetniška zbirka NLB, Ljubljana, gvaš, grafike
- Umetnostna galerija Maribor, Maribor, (kopija El Greca, slike, grafike, gvaši)
- Talum, Umetniška zbirka, Kidričevo (pet grafik)
- Tolminski muzej, Tolmin (grafika)

Avstrija
- Albertina, Dunaj (48 del: risbe, grafike)
- Mestna galerija Celovec (5 risb iz Dachaua, 2020 zamenjane s 45 drugimi risbami)
- Sammlung Essl, Klosterneuburg, slike

Francija
- Musée des Beaux-Arts, Caen
- Louvre, Pariz (grafike in tiskarske plošče iz serije Nismo poslednji)
- Musée national d'art moderne, Pompidoujev center, Pariz (13 risb iz Dachaua na desetih listih)
- Musée des Beaux-Arts André Malraux, Le Havre
- Musée de Valence, Valence
- Le musée d’art et d’histoire du Judaïsme, Paris

Hrvaška
- Nacionalni muzej moderne umjetnosti, Zagreb (predvojni gvaš, Avtoportret; grafike)
- Muzej moderne i sodobne umjetnosti, Reka

Italija
- Galleria d´Arte Moderna, Bologna
- Museo Morandi, Bologna
- Galleria internazionale d'arte Moderna Ca' Pesaro, Benetke (več grafik in slik)
- Galleria Nazionale d'Arte Moderna, Rim
- GaMeC gallery, Bergamo
- Musei Provinciali di Gorizia, Gorica
- Palazzo Fortuny, Benetke (več sto del, dokumentacija)
- Museo Revoltella, Trst (24 risb iz Dachaua, slike)
- Milano, Galleria
- Monfalcone / Tržič, Museo Cantieristico, Vezenina z ladje Augustus, posojena iz Rima

Izrael
- muzej Jad Vašem, Jeruzalem

Severna Makedonija
- Muzej sodobne umetnosti, Skopje (6 darovanih del)

Nemčija
- Muzej Folkwang, Essen
- Bayerische Staatsgemälde Sammlung, München
- Kunsthalle, Bremen
- Muzej Abteiberg, Mönchengladbach
- Muzej moderne umetnosti, Nürnberg (4 risbe iz Dachaua)
- Saarland Museum, Saarbrücken
- Mestni muzej, Braunschweig
- Stadtmuseum, Städtische Kunstsammlung, Darmstadt

Nizozemska
- Muzej Stedelijk, Amsterdam

Srbija
- Narodna banka Srbije, Beograd

Španija
- Museo Thyssen-Bornemisza, Madrid
- Collecio IVAM, Valencia (starostne risbe)

Švedska
- Museum, Stockholm

Švica
- Kunstmuseum, Basel (9 risb iz Dachaua)
- Musée Jenisch, Vevey, slike

Vatikan
- Vatikanski muzeji (risba iz Dachaua)

Združeno kraljestvo
- Estorick Collection, London, slike, grafike
- Tate Modern Tate, London, grafike

Združene države Amerike
- MoMa, (Muzej sodobne umetnosti), New York (1 x olje, 5 grafik)
- Fine Arts Museum of San Francisco
- Hirshhorn Museum and Sculpture Garden Collection, Washington
- MIT List Visual Arts Center, Cambridge
- Museum Santa Fe, New Mexico (?)
- Carnegie Institute, Pittsburgh